# Тімаукель
Тімаукель (ісп. Timaukel) — муніципалітет в Чилі. Адміністративний центр комуни — селище Камерон. Населення — 62 особи (2002). Селище і комуна входить до складу провінції Тьєрра-дель-Фуего і області Магальянес і Чилійська Антарктика.
Територія комуни — 10758,9 км². Чисельність населення — 618 жителів (2007). Щільність населення — 0,04 чол/км².

## Розташування
Селище розташоване за 90 км на південний схід від адміністративного центру області міста Пунта-Аренас і за 52 км на південний схід від адміністративного центру провінції міста Порвенір.
Комуна межує:
- на півночі — з комуною Порвенір
- на сході — з провінцією Вогняна Земля, Антарктида та острови Південної Атлантики (Аргентина)
- на півдні — з комуною Кабо-де-Орнос
- на заході — з комуною Пунта-Аренас

## Демографія
Згідно з відомостями, зібраними в ході перепису Національним інститутом статистики, населення комуни становить 618 осіб, з яких 583 чоловіків і 35 жінок.
Населення комуни становить 0,4 % від загальної чисельності населення області Магальянес і Чилійська Антарктика, при цьому 100 % відноситься до сільського населення і 0 % — міське населення.